# Aktualism

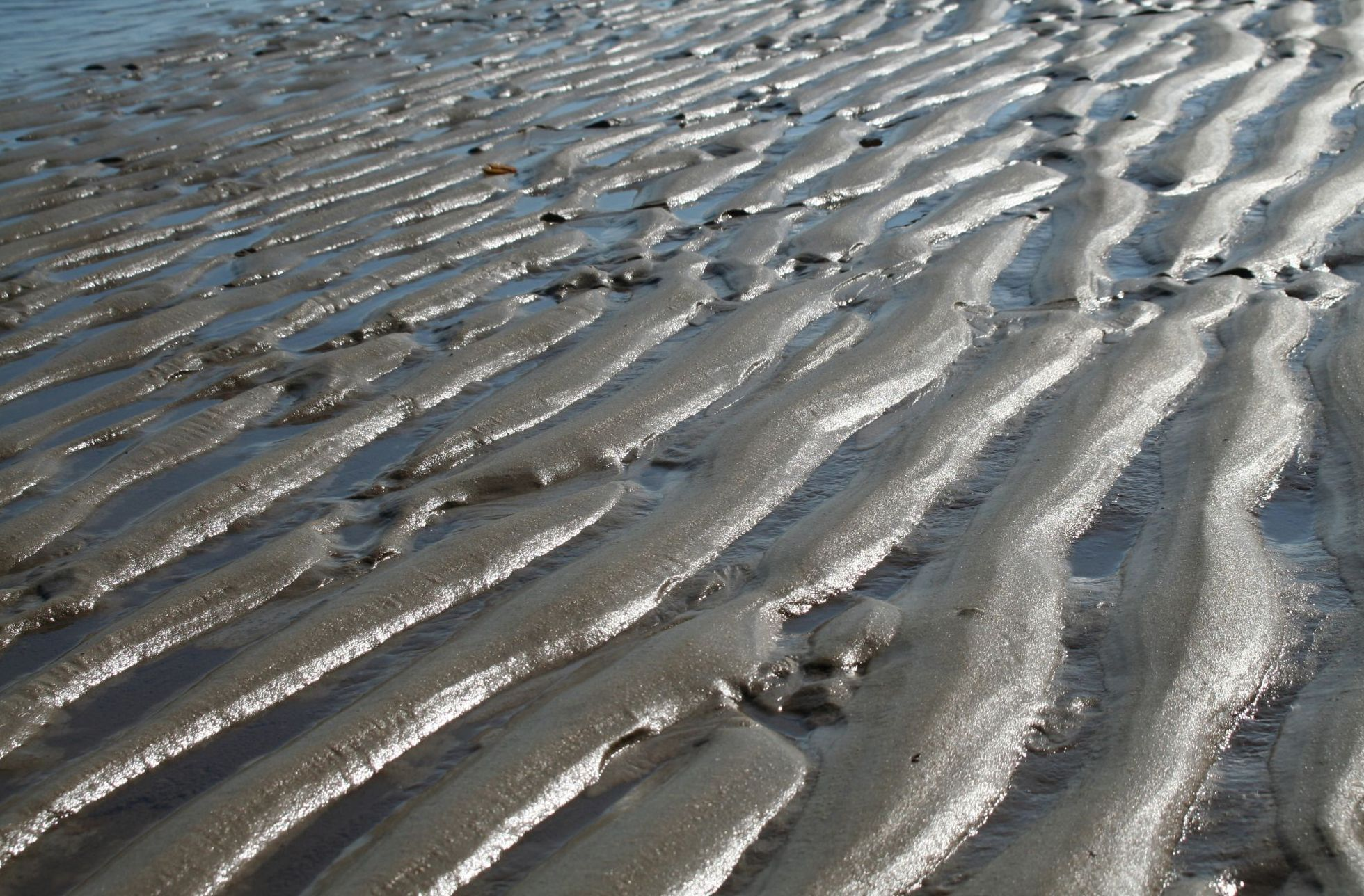

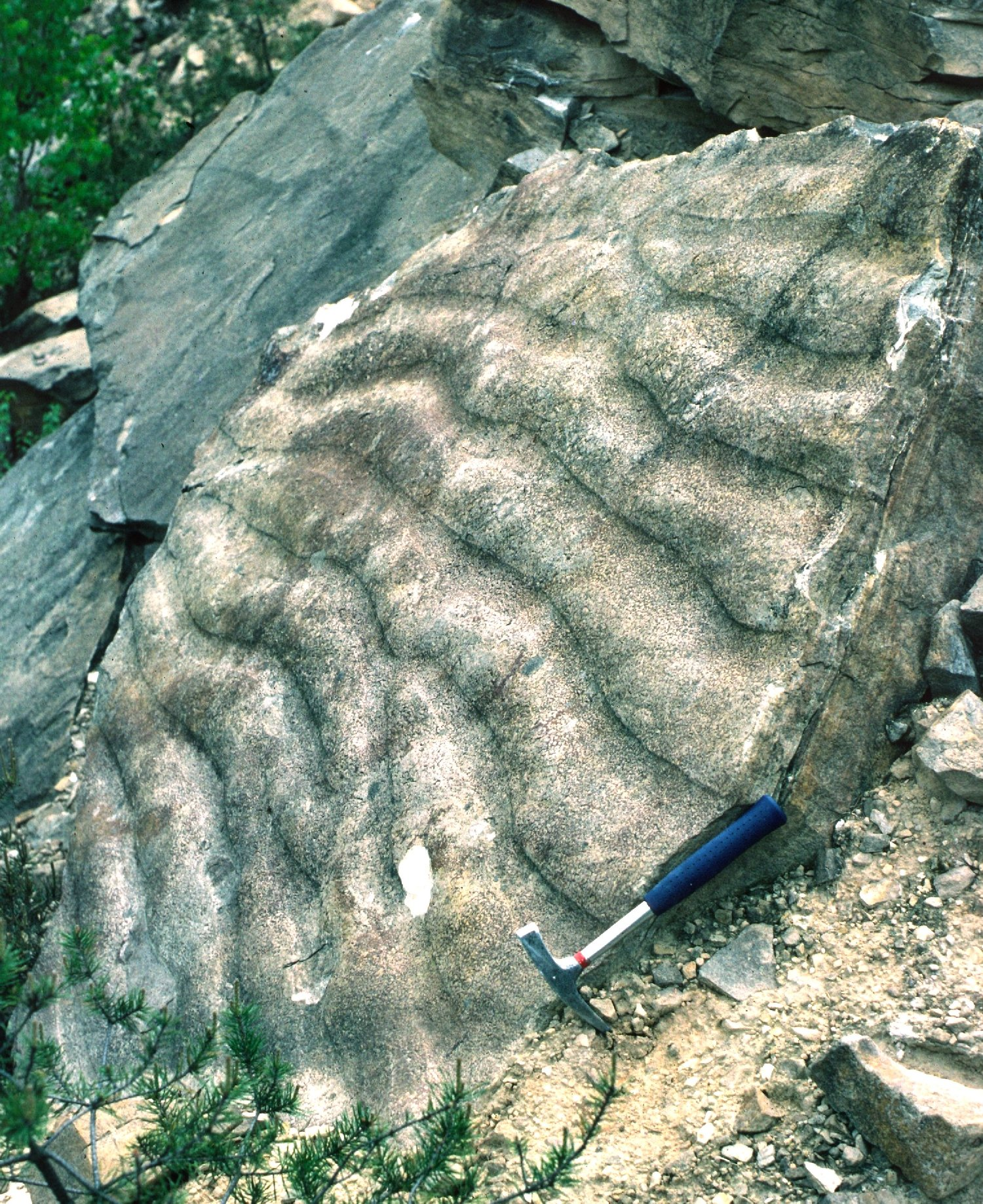
Då som nu - fossila vågor

Aktualismen är en vetenskaplig metod som utgår ifrån att kunskap om geologiska processer i det förgångna kan nås genom studier av nutida förlopp som vittring, denudation och sedimentering. Aktualismen utesluter inte att också andra krafter kan ha verkar i det förgångna, vilket däremot helt förnekades av den tidigare uniformismen.

## Historik
Aktualism bygger på aktualitetsprincipen eller uniformistiska åskådningen, en geologisk teori, först uttalad av James Hutton 1785, och senare utvecklad av Carl von Hoff (1822) och Charles Lyell (1833). Teorin förutsätter att de geologiska processer, som äger rum i nutid och omgestaltar jordskorpans yttre delar, även har varit verksamma på liknande sätt under gångna geologiska perioder. Jordens tidigare utveckling kan därigenom tolkas i överensstämmelse med de nu pågående geologiska processerna.
Enligt denna uppfattning har t. ex. det organiska livet (biosfären) successivt utvecklat sig i en miljö liknande nutidens med växlingar i klimat och temperaturförhållanden av samma typ och variationsbredd som under de senaste geologiska perioderna.
Även om det även i mycket gamla prekambriska sedimentformationer finns detaljstrukturer som visar, att det redan under detta tidiga skede förekom en regelbunden fördelning av klimatzoner och växling av årstider, tvingar andra faktorer till en inskränkning av den stränga aktualismen.
Sålunda har genom bildning av bergskedjor de jämförelsevis små urkontinenterna sammanfogats till större landmassor och oceanbäckena i samma omfattning utvidgats. De kontinentala massornas tillväxt kan också ha medfört en förstoring av de genom kontinentblockens rörelser framkallade geologiska fenomen, t.ex. bergskedjornas storlek.
Landväxternas uppträdande under den paleozoiska eran medförde en genomgripande förändring i betingelserna för vittring, denudation och sedimentbildning. Genom de periodiskt uppträdande bergskedjebildande rörelserna och därmed förenade transgressioner och regressioner av haven samt kraftiga klimatförändringar blir utvecklingen ej uniform utan diskontinuerlig. Eftersom miljön genom dessa revolutioner, som omfattar stora delar av jordytan, radikalt har förändrats, har detta resulterat i bl. a. omfattande plötsliga förändringar i den organiska världen.
Moderna geologer ser inte uniformitarianism på samma sätt som Lyell. De ifrågasätter om takten av processer var enhetlig över tiden och att endast de värden som uppmätts under geologins historia ska accepteras.  Den nuvarande kan inte vara en tillräcklig nyckel för att tränga in i djupet av det förflutna. Geologiska processer kan ha varit aktiva i olika takt i det förflutna som människor inte har observerat. "I kraft av popularitet har likformighet i takten kvarstått till vår nutid. Under mer än ett sekel har Lyells retorik blandat samman axiom med hypoteser i omodifierad form. Många geologer har tystats av tron att korrekt metod innefattar en á priori gradvis förändring, och haft en preferens för att förklara storskaliga fenomen som en sammanlänkning av otaliga små förändringar." 
Den nuvarande uppfattningen är att jordens historia är en långsam, gradvis process, avbruten av enstaka naturliga katastrofer som har drabbat jorden och dess invånare.  I praktiken reduceras de till Lyells sammanblandning av två filosofiska antaganden. Detta är också känt som principen om geologisk aktualism, där det sägs att alla tidigare geologiska händelser är alla närvarande i nya geologiska förlopp. Principen om aktualism är en hörnsten i paleoekologi.